# Haringhuizen
Haringhuizen est un village situé dans la commune néerlandaise de Hollands Kroon, dans la province de la Hollande-Septentrionale. En 2007, le village comptait 110 habitants.